# Farigia medan
Farigia medan är en fjärilsart som beskrevs av Druce 1911. Farigia medan ingår i släktet Farigia och familjen tandspinnare. Inga underarter finns listade i Catalogue of Life.